# Rivière Noire (vattendrag i Kanada, Québec, lat 45,70, long -71,10)
Rivière Noire är ett vattendrag i Kanada.   Det ligger i provinsen Québec, i den sydöstra delen av landet, 400 km öster om huvudstaden Ottawa.
I omgivningarna runt Rivière Noire växer i huvudsak blandskog. Runt Rivière Noire är det glesbefolkat, med 12 invånare per kvadratkilometer.